# Сонячна нейтринна одиниця
Сонячна нейтрина одиниця (с. н. о., SNU) — одиниця потоку, прийнята в нейтринній астрономії. 1 с. н. о. відповідає потоку нейтрино, за якого в детекторі з 1036 ядер 3717Cl утворюється одне ядро 3718Ar за одну секунду. Вимірюваної в с. н. о. величиною є не просто потік, а добуток потоку на переріз, проінтегрований за енергіями детектованих нейтрино.